# Oppalnia brevipes
Oppalnia brevipes is een hooiwagen uit de familie Assamiidae.